# Medón, král epirský (Mysliveček)
Medón, král epirský (nebo jen Medón, v italském originále Medonte, re di Epiro, Il Medonte nebo jen Medonte) je italská opera ve třech dějstvích českého skladatele Josefa Myslivečka na libreto italského básníka Giovanniho de Gamerry. Tato opera (a všechny ostatní Myslivečkovy opery) náleží k žánru vážné opery nazývanému v italštině opera seria.

## Vznik a historie díla
Opera Medón byla poprvé provedena v římském divadle Teatro Argentina (Teatro a Torre Argentina) dne 26. ledna 1780. Všichni účinkující byli muži, protože v Římě bylo až do nástupu papeže Pia VII. roku 1800 ženám zakázáno vystupovat v divadle. Opera neměla velký úspěch, i když se nesetkala s tak zjevnou nepřízní publika jako Myslivečkova Armida při uvedení v Miláně na začátku karnevalové operní sezóny roku 1780. Podle současníka Carla Friedricha Cramera „se celý Řím shodoval na tom, že ještě nikdy neexistovala tak příšerná hudba“; noviny Gazzetta universale se naopak zmiňují o „velmi úspěšném přijetí“, zejména zásluhou Tommasa Consoliho v úloze Arsaxe. Myslivečkovský badatel Stanislav Bohadlo rovněž hovoří o „úspěšné premiéře“. Nejslavnějším zpěvním kusem opery se stalo právě Arsaxovo rondo ze druhého dějství „Luci belle, se piangete“, které bylo hojně publikováno a šířeno po Evropě až do 19. století a které se stalo jednou z nejznámějších Myslivečkových skladeb vůbec. Ještě v roce 1817 skladbu nabízel Hofmeisterův katalog jako jedno z posledních skladatelových děl, než v průběhu 1. poloviny 19. století jeho hudba upadla mimo církevní prostředí v zapomnění. Vydány ale byly rovněž árie Ah, disponi di mia sorte a Al caro ben vicina.
Rudolf Pečman nalézal v Medontovi ozvuky české lidové hudby, což není všeobecně přijímáno. Zajímavými rysy vymykajícími se ze soudobého standardu opery seria jsou například zakončení druhého dějství tercetem tří hlavních představitelů – dramatický vrchol díla – nebo harmonicky bohatě členěná scéna Seléné ve vězení, rovněž ve druhém aktu. Hudba vykazuje stylistickou podobnost s Mozartem.
Novodobé uvedení Medonta následovalo po nalezení dobového opisu árií z opery Mariettou Šagiňanovou v leningradské Státní knihovně roku 1958. V opavském divadle tuto verzi – jež však postrádala secco recitativy – roku 1961 nastudovali režisér Ilja Hylas a dirigent Jiří Kareš, opera se hrála v překladu a textové úpravě Kamila Bednáře. Téměř úplnou verzi (chybí v ní pouze závěrečný sbor) nalezl mnohem později muzikolog Olaf Krone v Paříži. Na jejím základě se 12. prosince 2010 konalo koncertní provedení Myslivečkova Medonta v Bayer Kulturhaus v Leverkusenu v podání souboru l'arte del mondo s Wernerem Erhardtem jako dirigentem a s Thomasem Michaelem Allenem (Medonte), Juanitou Lascarrovou (Selene) a Susanne Bernhardovou (Arsace) v hlavních rolích. Z této inscenace byla pořízena nahrávka pro rozhlasovou stanici WDR3, později vydaná na CD.

## Osoby a první obsazení
| Osoba                                                                              | Hlasový obor     | Premiéra (26. ledna 1780) |
| ---------------------------------------------------------------------------------- | ---------------- | ------------------------- |
| Medón (Medonte), král epirský, zamilovaný do Seléné a zasnoubený s ní              | tenor            | Giacomo David             |
| Seléné (Selene), princezna z Arga, dcera Aglaura, krále Arga, zamilovaná do Arsaxe | soprán (kastrát) | Michelangelo Bologna      |
| Arsax (Arsace), princ z Dodóny a vrchní velitel epirských vojsk                    | soprán (kastrát) | Tommaso Consoli           |
| Zelinda, princezna z Lárisy, vazalka a přítelkyně Medonta                          | soprán (kastrát) | Silvestro Fiammenchi      |
| Euandros (Evandro), velmož epirského království a kapitán královské gardy          | tenor            | Biagio Parca              |
| Thaletés (Talete), jeden ze šlechticů království Argos                             | bas              | Lorenzo Galeffi           |

## Děj opery

### 1. dějství
(Sinfonia) Mladý princ Arsax z Dodóny je nyní ve službách u mocného a krutého epirského krále Medonta. Zoufá si a naříká na svůj osud (č. 1 árie (cavatina) Arsaxe Deh, s'affretti, astri tiranni). Jeho přítel Euandros, kapitán Medontovy královské gardy, se vyptává na příčinu Arsaxových stesků. Arsax se mu svěřuje, že kdysi pobýval v Argu u dvora krále Aglaura, kde se zamiloval do královy dcery Seléné. Její otec však se sňatkem nesouhlasil a Arsaxe vypověděl ze země. Nyní se Seléné má stát Medontovou ženou; její loď právě dorazila a co nevidět se má konat svatební obřad. Kdyby se o tom Medón dozvěděl, hrozilo by nebezpečí jak Arsaxovi, tak Seléné, proto Euandros přítele zapřísahá, aby mlčel (č. 2 árie Euandra Merta gli allori al crine).
Přichází thesálská princezna Zelinda. Všichni lidé se spěchají podívat na královu nádhernou nevěstu a Zelinda Arsaxe vyzývá, aby ji také následoval. Je zaražena Arsaxovým zdráháním a zjevným neklidem. Arsax neví, jak by své chování vysvětlil (č. 3 árie Arsaxe Frà gl'affanni, oh Dio, ch'io provo). Zelinda filozoficky uznává, že každý, kdo je jako Arsax nablízku slávy a moci, má více starostí než radostí (č. 4 árie Zelindy Chi è presso del soglio).
Slavnostně vstupuje královský průvod (č. 5 pochod). Medón přivádí Seléné a ukazuje jí svou zemi a své poddané, ale princezna je zamlklá a potlačuje zoufalství. Medón se pozastavuje nad tím, že nevidí poblíž svého věrného Arsaxe, a vyzývá jej, aby předstoupil. Setkání Seléné a Arsaxe je pro oba utrpením. Arsax ji zdraví jako svou paní a Seléné odpovídá slovy o své neochvějné věrnosti (č. 6 árie Seléné Al caro ben vicina), ostentativně zaměřenými na královského ženicha, ve skutečnosti však adresovanými Arsaxovi. V Medontovi nevěstiny dvouznačné výroky i její rozechvění vzbuzují podezření. Hovoří proto s Euandrem, o němž se domnívá, že zná Selénino tajemství, ale ten se odpovědi vyhýbá. Medón jej varuje před svým hněvem (č. 7 árie Medonta Pensa che sol per poco).
Zatím se potají setkávají Arsax a Seléné. Znovu si potvrzují svou lásku, které však osud klade v cestu nepřekonatelné překážky (č. 8 scéna (doprovázený recitativ) Tu parli di morire? a duet Ah, se mi sei fedele).

### 2. dějství
Šlechtic Thaletés, který doprovázel Seléné do Epiru, obhajuje ctnost své paní před Zelindou: princezna se prý těší na sňatek s Medontem a jen stesk po otci a vlasti a cudné obavy nevěsty působí, že se tváří smutně (č. 9 árie Thaléta Vedrò per sempre in calma). Zelinda však tuší lásku mezi Arsaxem a Seléné, což potvrzuje i přicházející Medón, který se o Selénině tajemství dozvěděl od Euandra. Zelinda mu radí ke lsti (č. 10 árie Zelindy Se vuoi dell'indegno). Medón si nechá předvolat Arsaxe i Seléné a předstírá, že jejich lásce velkomyslně ustoupí; tím od nich získá výslovné přiznání (č. 11 árie Medonta Serba costante il core). Thaletés je překvapen vývojem situace, nedůvěřuje však Zelindě, jíž podezírá, že má sama zájem o Arsaxe – což Zelinda popírá.
Medontova velkodušnost byla jen předstíraná; nechal Arsaxe zatknout a Seléné uvrhnout do kobky, aby byla zaživa zazděna (č. 12 scéna (doprovázený recitativ) a árie Seléné Dove, ahi dove son io?... Adorata mia speranza). Nalézá ji zde Arsax, kterému se podařilo uniknout strážím, ale než stačí milenci uprchnout, zadrží je králova garda v čele s Euandrem (č. 13 pochod). Arsax se musí se Seléné opět rozloučit (č. 14 scéna a árie (rondo) Arsaxe Cedere è forza, o cara… Luci belle, se piangete) a je odveden. Sám Euandros je však nešťasten, že musel zasáhnout proti příteli, a Seléné se ho podaří jednoduše přesvědčit, aby se spolu s Thaletem postavil proti barbarskému tyranu Medontovi (č. 15 árie Euandra Vedrai se un fido core).
Zelinda přichází a snaží se Seléné obměkčit vůči Medontovi, ale ta Medontovým slibům i hrozbám odolává a odmítá se za něj vdát. Mezitím se Thaletovi a Euandrovi podařilo shromáždit vzbouřence a v první potyčce s královými oddíly osvobodit Arsaxe, který přibíhá pro Seléné. Ale Medontovi vojáci získávají navrch a rozhněvaný Medón opět bere Seléné a Arsaxe do zajetí (č. 16 tercet Tremate, empi, tremate).

### 3. dějství
Euandrovi se podařilo oba milence opět potají osvobodit, ale Medón se o tom dozvěděl a rozzuřen zabrání jejich útěku. Arsax ví, že se za něj postavila část Medontových mužů, a nebojácně se staví proti svému bývalému pánovi, čímž na sebe strhne Medontův nejsilnější hněv. Král jej vyzývá na souboj (č. 17 árie Medonta Perfidi, io sciolgo il freno). Arsax výzvu přijímá; Seléné o něj má strach a zadržuje ho, ale Arsax ji upokojuje vírou ve své vítězství (č. 18 árie Arsaxe Sciogli, o cara, un dolce riso). Seléné jeho odchod sleduje s obavami, ale i ona věří v Arsaxův triumf (č. 19 árie Seléné Mesti affani, fiere pene).
A vskutku se z boje vrací vítězně Arsax s Medontem jako zajatcem. Zelinda za krále prosí a Arsax mu vrací svobodu i království. Jako cenu za vítězství si odvádí jen Seléné zpátky do Argu (č. 20 závěrečný sbor Oggi, che stringe Imene).

## Nahrávky
- 2012 Sony Music / deutsche harmonia mundi. Zpívají (Medonte) Thomas Michael Allen, (Selene) Juanita Lascarro, (Arsace) Susanne Bernhard, (Evandro) Stephanie Elliott, (Zelinda) Lorina Castellano, (Talete) Ulrike Andersen. L'arte del mondo diriguje Werner Ehrhardt (živá nahrávka koncertu z 12. prosince 2010 v Bayer Kulturhaus, Leverkusen).
- árie "Dov’è, ah dov’è, son io", Decade: Mozart & Mysliveček. Nibiru: 2014. L’armonia terrena, dir. Zdeněk Klauda, sol. Simona Šaturová